# Nescioperla curtisae
Nescioperla curtisae är en bäcksländeart som beskrevs av Günther Theischinger 1982. Nescioperla curtisae ingår i släktet Nescioperla och familjen Gripopterygidae. Inga underarter finns listade i Catalogue of Life.